# Vishal Mangalwadi
Vishal Mangalwadi (* 1949) je indický filozof, protestantský teolog, sociální reformátor a spisovatel.

## Z díla
- The Book that Made Your World: How the Bible Created the Soul of Western Civilization.